# Hydrelia testaceata
Hydrelia testaceata là một loài bướm đêm trong họ Geometridae.